# Tomoplagia carrerai
Tomoplagia carrerai är en tvåvingeart som beskrevs av Aczel 1955. Tomoplagia carrerai ingår i släktet Tomoplagia och familjen borrflugor. Inga underarter finns listade i Catalogue of Life.